# ロンリーガールに逆らえない
『ロンリーガールに逆らえない』（ロンリーガールにさからえない　英題：I Can't Say No to the Lonely Girl）は樫風による日本の漫画作品。略称は「ロンガル」
『コミック百合姫』（一迅社）にて、2019年12月号より2022年12月号まで連載された。 

## あらすじ
桜井彩花は文武共に優秀であり、教員たちから「志望校合格は確実」と言われるほどだった。しかし彼女には「本番の緊張に弱い」という弱点があり、そのせいで高校受験は失敗してしまう。滑り止めには合格したものの落ち込む彩花に、クラス担任の江川は「不登校の生徒を学校に復帰させたら、好きな進学先に推薦してあげる」という取引を持ちかける。誘惑に負けて承諾し、早速その生徒本田空の説得を始めた彼女だったが、江川との会話を聞かれてしまい、自分の利益のためだとバレてしまった。青ざめる彩花に対し、空は突然キスをした上で、「毎日一つ『お願い』を聞いてくれたら、誰にも言わないし学校にも来る」と告げる。そうして始まった二人の関係は、この日から少しずつ深まっていく。

## キャラクター

### 主な人物
桜井 彩花（さくらい あやか）
本作品の主人公で、真面目な高校1年生。成績優秀で運動も得意だが、「本番に弱い」という弱点のために、高校受験に失敗してしまう。大学受験で推薦を得るためにクラス担任の江川との取引に乗ることにしたが、空本人に知られてしまったことにより、彼女の「お願い」に逆らえない立場になった。ちなみに空とは同じ中学だったが、違うクラスで殆ど交流がなかったために、再会時は一瞬思い出せなかった。
ヒヨコが大好きであり、初めて空とゲームセンターに遊びに行った時も、UFOキャッチャーでヒヨコのぬいぐるみに挑戦していた。
怖いものが苦手であり、雷の音に反射的に空にしがみついたり、お化け屋敷でパニックになって走り出したりしたこともあった。
運動会の時は和奏の協力を得て、空と仮装二人三脚のペアになる。その後の保健室での会話を経て、「お願い」の繋がりから、正式に友達になった。友達になったことにより、「お願い」も一旦はなくなったが、そのことに寂しさのようなものを感じてしまう。そのため、久しぶりの「お願い」の時も拒むことがなかった。
家が教師家庭だったことから教師を目指していたが、高校生活を送る中で、本当にやりたいことではないのではないかと疑念を持つようになる。その一方で、「本番に弱い自分を変えたい」との気持ちから、進路相談において、推薦ではなく受験したいと江川に話した。
『寂しさ』の正体が空への恋だと気付き告白しようとするも、その矢先に空の転校の話を聞かされる。空の家まで話をしに行くも空の母に門前払いされ、一度は諦めかけたが、穂波たち四人の励ましや兄の言葉もあって、再び「空を連れていかないで」と頼むために空港まで行った。空の転校を回避した後は、空の家で告白して恋人となった。
本田 空（ほんだ そら）
本作品のヒロインで、アンニュイな高校1年生。運動は苦手だがゲームは得意。両親は離婚しており、母親は単身赴任中のため、一人暮らししている。
入学当初から不登校だったため、江川が彩花に取引を持ちかける要因となった。彩花とは同じ中学だったが、クラスも違ったため、殆ど交流はなかった。ただ、少しだけ彩花と会話したことがあり、その時からずっと片想いをしていた。
彩花が私益のために、自分の高校復帰を促そうとしたことを知った時、責めるのではなくキスをした上で、毎日一つ「お願い」を聞くことを求めた。「お願い」の内容は様々で、友達なら普通に行うようなことも含まれていた。彩花がハリネズミのぬいぐるみを「本田さんに似てたから」と家まで持ってきた際は、ぬいぐるみ経由の間接キスをしたこともあった。
運動会の時は、彩花と仮装二人三脚のペアになる。その後の保健室での会話を経て、「お願い」の繋がりから、正式に友達になった。その後「お願い」は一旦なくなったが、久しぶりに「お願い」をした時に拒まれなかったことに戸惑った。
彩花に告白されそうになった矢先に単身赴任中だった母が現れて、母の再婚や自身の転校の話を聞かされる。抗議しようとするも拒絶され諦めるが、彩花の懸命な言葉に自身の思いを改めて口にし、転校を回避することができた。その後自宅で彩花に告白され、恋人となった。
大学は親に頼らず自力で行きたいとの考えから、彩花と話した上で、ケーキ屋でバイトを始めた。

### クラスメイト
彩花たちのクラスメイト。
小池 千鶴（こいけ ちづる）
髪を左右に分けた少女。運動全般が好きで、バレーボール部に所属している。穂波と仲がいい。
南 結菜（みなみ ゆいな）
髪の長さが肩にかかる程度の少女。オシャレや流行ものが大好きで、ヘアアレンジやファッション誌を定期購読している。部活には入ってない。
運動会の時に、彩花と空が惹かれあっていることに気付き、和奏と共に「空&彩花　応援隊」を結成した。
実は和奏の事が好きであり、彼女が過去の恋を吹っ切ったのを確認した上で、『私が幸せにしてあげようか？』と告げた。その後1ヶ月ほどした上で、和奏との交際を始めた。
坂上 穂波（さかうえ ほなみ）
お団子ヘアの少女。走るのが大好きで、中高共に陸上部に所属している。ちなみに今の髪型は、結菜から教えてもらったもの。
人見知りしないタイプで、初対面の頃から、空にも積極的に話しかけていた。
守永 和奏（もりなが わかな）
大阪から転校してきた少女。陽気なタイプで、すぐにクラスの人気者になった。勉強は苦手だが運動は得意。初対面で空を気に入り、よく話しかけるようになる。
放課後の教室で、彩花と空がキスをしているのを目撃した後は、彼女なりに二人の関係を応援するようになる。その一環として、運動会の時は二人が仮装二人三脚のペアになれるようにしていた。それは自分がかつて、想いを隠し続けたことを後悔するがゆえのものだった。
過去にピアノをやっていたことがあり、地元のコンクールで金賞をとったこともある。音楽教室で出会った咲良とは、互いの家に行ったり、交換日記をするほどの親友だった。
和奏は彼女を恋愛的な意味でも好きになり、クリスマスも共に過ごしていたが、勇気が出せずに告白出来なかった。その後、彼女が音楽教室に来なくなったことにより、告白も出来ずに失恋することとなった。
文化祭の時に咲良と偶然再会し、想いを伝えた上で吹っ切る事ができた。その後、再び咲良と親友になった。そしてその日、結菜に『私が幸せにしてあげようか？』と告げられた。それから1ヶ月ほどした上で、結菜との交際を始めた。

### 家族
桜井 樹（さくらい いつき）
彩花の兄。大学生であり、両親と同じ教師を目指している。
空の母
空が中学時代、夫婦喧嘩をよくしており、その後離婚している。また、単身赴任していたために、空は一人暮らしだった。
彩花が空に告白しようとした日に、突然空の前に現れて、自身が再婚することや、空の引っ越し等を決めたことを一方的に告げる。江川経由で空が転校すると知った彩花が抗議に訪れた時も、最初は門前払いをした。
空港で旅立つ直前に、彩花が再び現れた時も拒もうとしたが、最終的には空が今の家と高校に留まることを認めた。
守永 琴音（もりなが ことね）
和奏の妹。５歳。彩花達の高校の学園祭に遊びに来ていていた。
学園祭の帰り際に『あやかってようちえんの先生みたい！』『やさしくてすき！』と告げていた。

### その他の人々
江川 美知子 (えがわ みちこ)
彩花たちのクラス担任。自分のキャリアのために、「空を学校に復帰させる見返りに、どこでも推薦してあげる」という取引を彩花に持ちかける。趣味のFPSゲームの影響なのか、変な登場の仕方をすることが多い。
彩花が推薦でなく受験を希望すると話した時は、『推薦自体は悪いことではない』と心配する素振りを見せたが、彩花の意思を尊重し応援することにした。
井上 咲良（いのうえ さら）
和奏が中学3年生のころに、音楽教室を通じて親友になった少女。学校は違ったが、お互いの家に遊びに行ったり、交換日記をつけるなどしていた。
和奏とクリスマスを過ごした時を最後に、連絡が取れなくなって行方が分からなくなっていたが、彩花たちの高校の文化祭の時に、偶然再会する。
母子家庭だったのだが、母が突然入院する事になり、祖母の家に預けられる事になった為、音楽教室にはこれなくなっていた。母の退院後に音楽教室に復帰したが、その時には既に和奏は転校に伴い辞めた後だった。
実は中学の時は和奏の事が好きだったが、お互いに言えず仕舞いだった。再会時には彼氏が出来ていたが、長い髪を涙を流しながら切って、和奏への想いを断ち切った過去があった。今の彼氏はちゃんと好きであり、別れる気もないと告げた上で、再び親友になって欲しいと和奏に頼んで(親友として)復縁した。

## 番外編
君と私のこれから
2022年12月16日に発売された、本編6巻の特装版（初回限定版）に付属した小冊子。同日より単体で電子配信もされている。
彩花と空を描いた番外編「荷ほどきの後に」、和奏と結菜を描いた番外編「報告」が収録されている。
結局そんなきみが好き
2023年2月19日のコミティア143で発表され、その後Kindleでも2023年3月24日から配信された。和奏と結菜のその後を描いたスピンオフとなっている。
なお、本エピソードは「ロンリーガールに花束を 樫風短編集」にも再収録された。
marking
2023年9月3日のコミティア145で発表され、その後Kindleでも2023年10月20日から配信された。空が彩花の耳にピアスを開ける話となっている。
なお、本エピソードは「ロンリーガールに花束を 樫風短編集」にも再収録された。
ロンリーガールに逆らえない more!
「ロンリーガールに花束を 樫風短編集」にて描き下ろされたエピソード。サブキャラクター達を描いた四コマ作品。
不器用な愛情
「ロンリーガールに花束を 樫風短編集」にて描き下ろされたエピソード。空と彩花の日常を描いた作品。

## 受賞
- 第4回百合漫画総選挙　第13位[13]
- 第5回百合漫画総選挙　恋愛部門第6位・総合部門12位[14]
- 百合漫画大賞2021　   第1位[15]
- 第6回百合漫画総選挙　第27位[16]
- 2022RIDIBOOKS COMIC AWARD　ベストGL賞[17][18][注釈 13]

## 書誌情報

### 本編
- 樫風『ロンリーガールに逆らえない』 一迅社（百合姫コミックス）　全6巻
  1. 2020年4月16日発売[19]　ISBN 978-4-7580-2110-4
  2. 2020年10月16日発売[20]　ISBN 978-4-7580-2171-5
  3. 2021年4月16日発売[21]　ISBN 978-4-7580-2239-2
  4. 2021年10月18日発売[22]　ISBN 978-4-7580-2308-5
  5. 2022年5月18日発売[23]　ISBN 978-4-7580-2410-5
  6. 2022年12月16日発売[24]　ISBN 978-4-7580-2480-8(初回限定版) 
2024年4月17日発売[25]　ISBN 978-4-7580-2699-4 (通常版)

### 番外編など
詳細は#番外編も参照ください。
- 樫風『君と私のこれから』 一迅社（百合姫コミックス）
  - 2022年12月16日発売[26]　ASIN B0BPWY5PGS
  - 『ロンリーガールに逆らえない』6巻特装版（初回限定版）の付録小冊子。

- 樫風『ロンリーガールに花束を 樫風短編集』 一迅社（百合姫コミックス）
  - 2024年12月17日発売[27]　ISBN 978-4-7580-2817-2
  - 収録作品の内、「結局そんなきみが好き」「marking」は過去に同人誌として発表されたものである。描き下ろし漫画「ロンリーガールに逆らえない more!」「不器用な愛情」を収録。
  - 「結局そんなきみが好き」　2023年3月24日　 ASIN B0BY2JZMNC
  - 「marking」　2023年10月20日　ASIN B0CKW35QCG